# Kremenići
Kremenići su naselje u Hrvatskoj u sastavu općine Malinske – Dubašnice. Nalaze se u Primorsko-goranskoj županiji.

## Zemljopis
Nalaze se na otoku Krku. 
Zapadno su Vantačići, Zidarići i Milčetići, sjeverozapadno Bogovići, Malinska i Radići, sjeverno-sjeveroistočno je Sveti Vid-Miholjice, sjeveroistočno su Maršići i Rasopasno, istočno-jugoistočno je Gabonjin, južno su Žgombići i Oštrobradić, jugozapadno su Ljutići, Barušići, Milovčići i Turčić.

## Stanovništvo
| broj stanovnika | 85    | 93    | 88    | 102   | 85    | 88    | 68    | 68    | 58    | 54    | 50    | 46    | 31    | 32    | 54    | 75    | 96    |
|                 | 1857. | 1869. | 1880. | 1890. | 1900. | 1910. | 1921. | 1931. | 1948. | 1953. | 1961. | 1971. | 1981. | 1991. | 2001. | 2011. | 2021. |